# 巴特利鎮區 (北達科他州格里格斯縣)
巴特利鎮區（英語：Bartley Township）是位於美國北達科他州格里格斯縣的一個鎮區。

## 地方資料
巴特利鎮區的面積為90.33平方千米，當中陸地面積為88.89平方千米，而水域面積為1.44平方千米。根據2020年美國人口普查的數據，當地共有人口44人，而人口密度為每平方千米0.49人。